# 김동빈 (정치인)
김동빈(金東斌, 1968년 7월 10일 ~ )은 대한민국의 제4대 세종특별자치시의원이다.

## 학력
- 대전대학교 사회복지학과 졸업

## 경력
- 금남면이장단협의회장
- 금남작은도서관장
- 행정수도완성 세종시민대책위 공동대표
- 금남면 발전위원회 위원장
- 2022.07 ~: 제4대 세종특별자치시의회 의원
  - 2024.07 ~: 제4대 세종특별자치시의회 후반기 부의장
- 2025.05 ~2025.06: 제21대 대통령 선거 국민의힘 김문수 대통령 후보 세종 선거대책위원회 총괄선대본부장

## 역대 선거 결과
|  | 49.41% |

|  | 35.42% |

|  | 60.50% |